# Contea di Fitiuta
La contea di Fitiuta, in inglese Fitiuta county, è una delle quattordici suddivisioni amministrative di secondo livello, delle Samoa Americane. L'ente fa parte del Distretto Manu'a, ha una superficie di 16,96 km² e 358 abitanti.

## Geografia fisica
Fitiuta comprende la zona orientale dell'isola Taʻu tra il monte Lata, la punta Fiti'uta, la punta Tufu e la punta Si'u.

### Fiumi e montagne
La contea comprende i seguenti fiumi e montagne: 
| Fiumi            | Montagne     |
| ---------------- | ------------ |
| - Laututi Stream | - Lata Ridge |

### Riserve naturali
- Parco nazionale delle Samoa americane

### Contee confinanti
- Contea di Faleasao (Distretto Manu'a) -  nord-ovest
- Contea di Ta'u (Distretto Manu'a) -  sud-ovest

## Villaggi
La contea comprende i due villaggi di Leusoali'i e Maia.